# Helina marginipennis
Helina marginipennis este o specie de muște din genul Helina, familia Muscidae. A fost descrisă pentru prima dată de Stein în anul 1904. Conform Catalogue of Life specia Helina marginipennis nu are subspecii cunoscute.